# Exilisia flavicincta
Exilisia flavicincta là một loài bướm đêm thuộc phân họ Arctiinae, họ Erebidae.